# José Antonio Ruiz Lopéz
José Antonio Ruiz Lopéz známý jako José Pirulo (* 17. dubna 1992, Los Barrios) je španělský fotbalový záložník, od roku 2017 hráč klubu PFK Černo More Varna. Nastupuje pod hrotem.

## Klubová kariéra
Je odchovancem týmu UD Los Barrios, odkud v průběhu mládeže přestoupil nejprve do klubu Cádiz CF a poté se stal hráčem mužstva RCD Espanyol. V Espanyolu sbíral své první starty v seniorské kategorii, ale stejně jako v dalším působišti, týmu Málaga CF, hrál pouze za rezervu klubu (RCD Espanyol B respektive Atlético Malagueño). Před sezonou 2013/14 se upsal klubu CE L'Hospitalet. V létě 2014 se vrátil po dvou letech do Espanyolu, kde i tentokrát hrál za B-mužstvo. Po roce zamířil do celku CE Sabadell FC.

### FK Senica
Před ročníkem 2016/17 odešel do zahraničí, kde se domluvil na smlouvě se slovenským týmem FK Senica. Dostal dres s číslem osm.

#### Sezóna 2016/17
V dresu Senice debutoval 17. července 2016 v ligovém utkání 1. kola proti ŠK Slovan Bratislava (prohra 0:1), odehrál celý zápas. Svůj první gól ve slovenské nejvyšší soutěži a zároveň za Senici vsítil ve 4. kole proti 1. FC Tatran Prešov, když v 82. minutě zvyšoval na konečných 4:0.